# Mithilakshar
Mithilakshar ist das Schriftsystem, das traditionell für das Maithili, eine im indischen Staat Bihar und im östlichen Nepal gesprochene indo-europäische Sprache, verwendet wird.
Die Sprache hat eine reiche Geschichte, die tausende Jahre umspannt, jedoch haben jahrelange Vernachlässigung von offizieller Seite der Regierung von Bihar sowie Migration dazu geführt, dass die Mithilakshar-Schrift kaum noch verwendet wird. Die meisten Sprecher des Maithili sind dazu übergegangen das Devanagari zu benutzen, das auch zum Schreiben der benachbarten, westlich gelegenen, zentralindischen Sprachen z. B. Hindi verwendet wird. Dadurch hat die Anzahl Personen mit akzeptablen Kenntnissen des Mithilakshar in den letzten Jahren merklich abgenommen.

## Beschreibung
Mithilakshar ähnelt der nah verwandten Ost-Nagari-Schrift, die verwendet wird, um weitere, östlich gelegene ostindische Sprachen zu schreiben, z. B. das Bengali und das Assam.
In der Tat werden viele Buchstaben (e.g. ক /k/, খ /kʰ/, দ /d̪/, জ /dʒ/) sowohl im Mithilakshar als auch im Ost-Nagari gleich geschrieben. Dennoch gibt es genug Unterschiede zwischen den beiden Schriften, die einem gegenseitigen Verstehen entgegenstehen. Beispielsweise  hat der Buchstabe, der den Laut /r/ in Mithilakshar repräsentiert dieselbe Form wie der Ost-Nagari-Buchstabe ব /b/, und der Ost-Nagari-Buchstabe র /r/ hat dieselbe Form wie der Mithilakshar-Buchstabe /w/. Des Weiteren bedeuten viele verbundenen Buchstaben und Vokalzeichen Unterschiedliches in den beiden Schriften. So repräsentiert das Konjunkt ত্ত einen geminierten stimmlosen nicht-aspirierten dentalen Plosiv /t̪ː/ in der Ost-Nagari-Schrift, jedoch im Mithilakshar die Silbe /t̪u/.

## Geschichte und heutiger Status
Das älteste Muster der Mithilakshar-Schrift ist eine Inschrift im Shaivite-Tempel in Tilkeshwarsthāna nahe Kusheshwarsthāna im Darbhangā-Distrikt von Bihar. In der Inschrift wird in der alten Magadhi-Prakrit-Sprache erwähnt, dass der Tempel auf Kāttika sudi in Shake 125 (AD 203) gebaut worden ist, welches der Tag ist, der auf Diwali folgt, ein Feiertag, der bei der Installation von Ikonen in einem Tempel noch für sehr wichtig erachtet wird. Die Schrift dieser Inschrift weist nur sehr geringe Unterschiede zum modernen Mithilakshar auf.
Trotz des nahezu universalen Umschaltens von der Mithilakshar-Schrift zur Devanagari-Schrift, um Maithili zu schreiben, verwenden einige traditionelle Pundits noch stets die Schrift, um einander zeremonielle Briefe (pātā) zu schicken, die mit wichtigen Aufgaben wie beispielsweise Hochzeit zu tun haben. Fonts für diese Schrift wurden im Jahre 2003 entworfen. Zurzeit bemüht man sich, die Mithilakshar-Schrift zu bewahren und sie zum Einsatz in digitalen Medien zu entwickeln, indem man sie im Unicode-Standard kodiert, wofür Vorschläge eingereicht wurden. Im Juni 2014 wurde die Schrift in Unicode 7.0 als Unicodeblock Tirhuta (U+11480–U+114DF) aufgenommen.
Die Aufnahme des Maithili in den VIIIth Schedule of the Indian Constitution (2003), die somit dieser Sprache offizielle Anerkennung als einer vom Hindi unabhängigen Sprache gibt, eröffnet daher die Möglichkeit, dass dies zu einer Wiedereinführung des Mithilakshar auf einer größeren Basis führt, in Übereinstimmung mit ähnlichen Entwicklungen in Indien, welche separate Identitäten fördern.